# John Clarke (hudebník)
John Frederick Preston Clarke (28. července 1883 Manchester – 15. dubna 1912 RMS Titanic, severní Atlantik) byl anglický kontrabasista.
Z osmi hudebníků z Titanicu je stejně jako Percy Cornelius Taylor málo známý. Stal se členem symfonického orchestru, který založil jeho strýc Vasco Akeroyd. Hrál i s jinými orchestry, například při korunovaci krále Jiřího V. V roce 1912 se vydal na cestu do Spojených států amerických, aby hrál na Titanicu a podle rodiny také proto, aby spravoval dědictví po svém otci, který tam právě zemřel.